# Edith Pargeter
Edith Mary Pargeter (28 de septiembre de 1913-14 de octubre de 1995), también conocida por su nombre de pluma Ellis Peters, fue una diletante autora inglesa, especialmente prolífica en historia y ficción histórica, honrada además por sus traducciones de los clásicos checos. Es probablemente más conocida por sus misterios de asesinato, tanto históricos como modernos, y especialmente por su serie detectivesca medieval Las Crónicas de Cadfael, de 20 libros. En toda su carrera publicó más de 70 libros.

## Biografía

### Primeros años y formación
Nació en el pueblo de Horsehay (Shropshire, Inglaterra). Su padre era dependiente en un local de siderurgia. Fue educada en la Iglesia de Dawley de la Escuela Inglesa y en el antiguo Instituto para Chicas de Coalbrookdale.
Desde los 7 años ya escribía versos. En la escuela ganó el primer lugar en una competencia de ensayos con una obra titulada "Simpatía a los animales", y después contribuyó con artículos para la revista de su colegio. Pasó el examen local de Oxford y el superior, pero nunca asistió a la universidad, aunque se convirtió en una académica autodidacta en áreas que le interesaban, especialmente Shropshire y Gales. Después de dejar el colegio también había estudiado para una plaza en el Servicio Civil.
Tuvo un trabajo temporal gracias a la Oficina de Empleo del gobierno, al norte del vecino Staffordshire, donde la polvorienta atmósfera afectó su salud, así que regresó a Dawley. Allí consiguió un trabajo como asistente de un químico (farmacéutico), en el cual duró 8 años. Del mismo, Pargeter extraería conocimientos útiles sobre medicinas para sus relatos de crímenes. En una entrevista de 1993 mencionó:

«Solíamos hacer medicinas embotelladas que preparábamos especialmente, con ingredientes como genciana, romero, marrubio. Eso nunca se ve hoy en día; esas tinturas nunca se recetan. A menudo tenían algún tipo de amargo, un sabor que más bien me gustaba. Algunas de las recetas de Cadfael provienen de esos años».

### Carrera
Su primer libro lo había escrito a los 15 años, mientras que su primera publicación fue de un cuento en una revista nacional en 1936. El mismo año publicó su primera novela, Hortensius, amigo de Nero, que había escrito antes de los 20 años. Durante la Segunda Guerra Mundial, tuvo un trabajo administrativo en el Servicio Naval Real para Mujeres (el "Wrens"), en Liverpool, donde alcanzó el rango de petty officer. Durante ese tiempo se mantuvo activa publicando obras. Desde la aparición de El octavo campeón de la Cristiandad en 1945 pudo dedicarse a la escritura a tiempo completo, actividad que realizó por el resto de su vida, escribiendo tanto ficción bien investigada como no ficción, y que le permitió sustentarse.
Pargeter se había interesado por la cultura de Checoslovaquia tras conocer a soldados checoslovacos durante la guerra. En 1947, visitó el país junto a su hermano, y quedó fascinada por su gente y su cultura. Para entonces ya había publicado 14 libros, incluyendo una trilogía sobre la guerra que la volvió conocida a nivel nacional en su país. Dominó el idioma checo y publicó traducciones de poesía y prosas checas al inglés. Pargeter visitaría el país en repetidas ocasiones por los próximos 21 años.
Tras haber publicado bajo varios pseudónimos, surgió con el nombre Ellis Peter por primera vez en 1959, para diferenciar su trabajo de misterio de su demás obra. Ellis era el nombre de su hermano y Petra era una amiga suya checoslovaca. Muchas de sus novelas se convirtieron en películas para televisión. Aunque ganó su primer premio por una novela escrita en 1963, su fama y ventas estallaron con Las crónicas de Cadfael, que comenzaron en 1977. Al momento del libro 19 de la saga de 20, las ventas superaban los 6,5 millones.
En su proceso creativo, Peters a menudo comenzaba estudiando una crónica del siglo XII y buscando eventos en los que Cadfael podría haber participado. Esbozaba y pensaba en sus tramas y personajes, manteniéndose dentro del marco de los hechos históricos reales tanto como sea posible. Cuando terminaba de escribir cada libro, leía todo el manuscrito en voz alta para sí misma, revisando especialmente la sensación del diálogo.

### Muerte
Murió en Shropshire, el 14 de octubre de 1995, a la edad de 82 años y tras una breve enfermedad. Sus cenizas fueron esparcidas en el crematorio de Shrewsbury.

## Obras destacadas
- Hortensius, amigo de Nero (1936).
- La ciudad yace cuadrangular (1939).
- Gente Ordinaria (1941).
- Ella va a la guerra (1942): basada en sus propias experiencias.
- El octavo campeón de la Cristiandad (1945).[6]

Sobre Jim Benison, o la "Trilogía de la Segunda Guerra Mundial"
- The Eighth Champion of Christendom (1945).
- Reluctant Odyssey (1946).
- Warfare Accomplished (1947).

- El justo joven fénix (1948): resultado de su visita a Checoslovaquia.[6]
- Caído en el pozo (1951): su primera historia de misterio y la primera aparición del sargento George Felse, personaje de 13 de sus novelas.[2]
- Leyendas de la antigua Bohemia (1964): traducción del checo del libro de Alois Jirásek.[9]

Las crónicas de Cadfael
- Un dulce sabor a muerte (1977): primera aparición de su más famoso personaje, el hermano Cadfael, un monje benedictino de la abadía de Shrewsbury que prepara medicamentos con hierbas de su propio jardín.
- Un cadáver de más (julio de 1979): ambientado en agosto de 1138.
- La capucha del monje (agosto de 1980): ambientado en diciembre de 1138.
- La feria de Saint Peter (mayo de 1981): ambientado en julio de 1139.
- El leproso de Saint Giles (agosto de 1981): ambientado en octubre de 1139.
- la Virgen en el hielo (abril de 1982): ambientado en noviembre de 1139.
- El gorrión del santuario (enero de 1983): ambientado en la primavera de 1140.
- El novicio del diablo (agosto de 1983): ambientado en septiembre de 1140.
- Rescate al hombre muerto (abril de 1984): ambientado en febrero de 1141.
- El peregrino de odio (septiembre de 1984): ambientado en mayo de 1141.
- Un misterio excelente (junio de 1985): ambientado en agosto de 1141.
- El cuervo en la puerta (febrero de 1986): ambientado en diciembre de 1141.
- El alquiler de la rosa (octubre de 1986): ambientado en junio de 1142.
- El ermitaño del bosque Eyton (junio de 1987): ambientado en octubre de 1142.
- la confesión del hermano Haluin (marzo de 1988): ambientado en diciembre de 1142.
- Un benedictino excepcional: el advenimiento del hermano Cadfael (septiembre de 1988): ambientado en 1120.
- EL aprendiz del hereje (febrero de 1989): ambientado en junio de 1143.
-  El campo del alfarero (septiembre de 1989): ambientado en agosto de 1143.
- El verano de los daneses (abril de 1991): ambientado en abril de 1144.
- El ladrón sagrado (agosto de 1992): ambientado en febrero de 1145.
- La penitencia del hermano Cadfael (mayo de 1994): ambientado en noviembre de 1145.

## Vida personal
Pargeter fue la menor de 3 hermanos, con una hermana y un hermano llamado Ellis, el mayor de todos. Todos fueron incentivados a leer desde una edad temprana. Fue bautizada y asistía a escuela dominical y a misa con su familia en la ahora extinta iglesia de San Lucas. A través de su madre, también llamada Edith, desarrolló un amor por la historia y la localidad de Shropshire, donde viviría toda su vida. Pargeter escribió sobre su madre:

«Teníamos la inmensurable ventaja de que mi madre era artística, musical, interesada en todas la cosas. Tocaba el violín y cantaba, solo en el contexto familiar, pero su repertorio musical abarcaba desde las canciones folklóricas pasando por la música de salón y la balada edwardiana, a la grand opera».

Nunca se casó, pero sí se enamoró de un checo, con quien continuó siendo amiga después que se casó con otra mujer. Era amante de los jardines y siempre fue uno de sus pasatiempos hacer jardinería. En su obituario para The Times se le describe como «Una mujer profundamente sensible y perceptiva, una persona intensamente reservada y modesta» cuya redacción era «directa, incluso un poco forzada, a juego con una personalidad autocontenida».

## Honores
- Medalla del Imperio Británico (BEM, por sus siglas en inglés), el 1 de enero de 1944; durante los llamados "Honores de Año Nuevo".[7]
- Premio Edgar (1962) de los Escritores de Misterio de los Estados Unidos.[2]
- Medalla de Oro de la Sociedad Checoslovaca de Relaciones Internacionales (1968), por sus servicios a la literatura checa con sus traducciones al inglés.[5][4]
- La Daga de Plata (1980), de los Escritores de Crimen Ingleses. 
  - La Daga de Diamante (1993), misma organización.
- Creación en los Estados Unidos de la sociedad Ellis Peters (1989).
- Orden del Imperio Británico (enero de 1994), por su contribución a la literatura.[2]
- Maestría honoraria de la Universidad de Birmingham.[3]
- Vidriera representando a san Benito, colocada en su honor en la abadía de Shrewsbury el 14 de septiembre de 1997, con fondos recaudados mediante donaciones de admiradores del autor.[10] La abadía fue la vivienda de su más famoso personaje ficticio, el hermano Cadfael, un monje benedictino.